# 政治人类学
政治人類學是文化人类学和政治学的分支学科，它關注政治體系的結構，從社會結構的基礎來檢視。政治人类学试图建立一套带有普遍性的政治行为的学科，寻求人类的各种政治行为在各种制度和历史、地理环境下的共同性。知名的政治人類學家包括了艾德華·伊凡普理查、Pierre Clastres、Meyer Fortes、 Georges Balandier、Fredrik Bailey、Jeremy Boissevain、Marc Abélès、Jocelyne Streiff-Fenart、Ted C. Lewellen、Robert L. Carneiro、John Borneman 與 Joan Vincent。 

## 发展

### 1940-50年代
政治人類學直到1940與1950年代，才發展成為一個公認的、明確界定的人類學分支，當時它成為英國功能論學派的主要焦點之一，這大多來自阿弗列·芮克里夫-布朗的思想啟發，並公開反對演化論和歷史特殊論。這個研究取向是實證論，主要的研究工作在非洲殖民地進行。英國結構功能論隨著《非洲的政治體系》(African Political Systems) 一書的出版而制度化，該書由佛蒂斯和艾德華·伊凡普理查所編輯（Fortes and Evans Pritchard 1940）。類似程度的政治人類學制度化過程，在戰後的美國從未發生，部分原因是由於帕森斯學派對於科學的觀點，將人類學歸類到文化和象徵領域。
艾德華·伊凡普理查極力強調“社會均衡”，很快就受到質疑，其後的一系列作品更側重於社会衝突和社会變遷（Leach 1954）。這些作品試圖呈現個人如何在政治結構之內採取行動，而且變遷因內部和外部的壓力而發生。矛盾和衝突佔了上風。一套特殊風格的衝突導向的政治人類學，在所謂的「曼徹斯特學派」發生，肇始於麥克斯·格拉克曼。格拉克曼側重於社會過程，以及對結構與系統的分析，這是基於它們的相對穩定性。他認為，透過建立和重新建立社會行動者之間的交錯連結關係，衝突保持了穩定的政治系統。格拉克曼甚至提出，若要維持社會的存在，某種程度的衝突是有其必要的，衝突是社會和政治秩序的構成條件。

### 1960年代
從1960年代開始，學者發展了「過程取向」，強調施為者(agent)的角色（Bailey 1969; Barth 1969）。這是個有意義的發展，人類學家開始研究崩解中的殖民體系。對於衝突和社會再生產的焦點是由馬克思主義的研究取向所採借，這從1960年代開始主導了法國的政治人類學。皮耶·布迪厄對卡拜爾人的研究作品（Bourdieu 1977）受到來自這個發展所啟發，而且他的早期作品是法國後結構主義、馬克思主義與過程取向的結合。
雖然在整整一個世紀（大約從1860年至1960年）的政治人類學，發展成為一門主要討論無國家社會的政治的學科，但是從1960年代開始有了一個新發展，而且至今依然持續下去：人類學家開始研究更多的「複雜」社會場景，其中包括國家、科層體制和市場，這都納入了民族誌敘述以及對當地現象的分析。這不是一個突然發展或任何突然「發現」的脈絡所造成的結果。1950年代在拉丁美洲和亞洲研究鄉民社會的人類學家，已開始將地方場景（村落）放在它的較大脈絡中討論，如瑞爾德區分「小傳統」與「大傳統」 (Redfield 1941)。

### 1970年代
1970年代還見證了歐洲成為人類學研究的其中一個類別。Boissevain 的文章，“邁向歐洲人類學”（Boissevain and Friedl 1975）也許是第一次嘗試對歐洲的各種文化形式進行比較研究；這個人類學不僅是在歐洲進行研究，更是歐洲的人類學。
這個朝複雜社會的研究轉向，使得人類學本身變得更朝向政治研究。首先，不再可能在某些國家進行田野調查，例如西班牙、希臘、義大利、墨西哥、阿爾及利亞和印度，而不考慮當地社會的所有面向以何種方式連結到國家和市場。誠然，早期的歐洲民族誌，有時只做到了：在歐洲南部的鄉村從事田野調查，好像他們是孤立的單位或「孤島」。然而，從1970年代這種傾向受到公開批評，而且 Boissevain (Boissevain and Friedl 1975) 說得最清楚：人類學家已經「將歐洲部落化」，而且如果他們撰寫相關的民族誌，他們再也不能這樣做。相反的是，經常聽取在政治和社會科學同事的意見，在最近半個世紀人類學家一直非常小心地將他們的民族誌研究焦點連結到更廣大的社會、經濟和政治結構。這當然，這並不意味著放棄將民族誌焦點放在屬於當地的現象，注重細節。
這個朝著複雜社會的轉向，以一種更直接方式，也標示著各種政治主題逐漸成為主要的研究重點，而且在兩個主要的層次。首先，人類學家持續研究處在國家管控範圍之外的政治組織和政治現象（如恩寵關係或部落政治組織）。二是，人類學家慢慢開始將這個學科發展為關注國家及其制度（以及當然也關注在正式和非正式政治制度之間的關係）。以國家為研究主題的人類學發展出來，這是目前發展最繁盛的領域。葛茲對於巴里島國家的比較研究是個早期的著名例子。目前有相當豐富的人類學國家研究（例如，Abeles 1990).。

### 1980年代
從1980年代以來，政治人类学發展出對於族群和民族主義的強力關注。「身份認同」和「身分認同政治」很快成為政治人类学的定義主題，部分取代了先前對於親屬關係和社會組織的研究焦點，使人類學更明顯偏向政治。民族主義在一定程度上只是國家所製造的文化，而且從這個角度加以研究。族群在一定程度上，只是依據文化差異而產生的政治組織（Barth 1969）。
對於文化和政治認同建構過程的研究興趣，也超越了民族國家的層面。現在一些民族誌是在國際組織（如歐盟）之中的研究，將「組織職員」視為一個文化群體，具有特定的行為、服裝、互動守則等(Abélès, 1992; Wright, 1994; Bellier, 1995; Zabusky, 1995; MacDonald, 1996; Rhodes, ‘t Hart, and Noordegraaf, 2007)。如今，有越來越多的人類學田野調查是在科層制機構或公司內進行。而且科層體制其實只能置身其中才得以研究 ----它絕對不是我們或職員可能想像的理性制度，正如韋伯自己確實在很早以前就指出的(Herzfeld 1992).
對於政治體制的關注，也促成將焦點放在體制推動的政治機構。現在有政治決策人類學（anthropology of policy making）(Shore and Wright 1997)。這個重點是在發展中最明顯的人類學或人類學的發展，這在過去幾十年來已建立學科為一體的最大的分支。政治行動者，例如國家、政府機構、非政府組織、國際組織或商業機構，變成主要的分析對象。在他們的民族誌研究工作，人類學家將批判的眼光投在體制化的發展機構在遭遇「地方文化」時所做的論述和實踐（例如 Ferguson 1994年）。發展人類學系連結到全球政治經濟學和經濟人類學，因為它涉及觀念性的資源和實際資源的管理和再分配（例如見Hart 1982）。在這方面，埃斯科巴（Escobar 1995）認為，國際發展在很大程度上協助了重現前殖民權力結構。
許多其他主題在過去二十年來已逐漸開展，合在一起，正在使得人類學越來越政治：後殖民主義、後共產主義、性別、多元文化、移民等主題，也不要忘了全球化這個總稱。因此，若是說即使人類學一向都會有限度地討論政治，但是這在今天更為明顯。

## 進階閱讀
- Journal of International Political Anthropology（页面存档备份，存于）
- Abélès, Marc (1990) Anthropologie de l'État, París: Armand Colin.
- Abélès, Marc (1992) La vie quotidienne au Parlement européen, París: Hachette.
- Alvarez, Robert R. (1995) “The Mexican-US Border: The Making of an Anthropology of Borderlands”, Annual Review of Anthropology, 24: 447-70.
- Bailey, Frederick G. (1969) Strategems and Spoils: A Social Anthropology of Politics, New York: Schocken Books, Inc.
- Barth, Fredrik (1959) Political Leadership among the Swat Pathans, London: Athlone Press.
- Bellier, Irene (1995). “Moralité, langues et pouvoirs dans les institutions européennes”, Social Anthropology, 3 (3): 235-250.
- Boissevain, Jeremy and John Friedl (1975) Beyond the Community: Social Process in Europe, The Hague: University of Amsterdam.
- Bourdieu, Pierre. (1977) Outline of a Theory of Practice, Cambridge: Cambridge University Press.
- Donnan, Hastings and Thomas M. Wilson (eds.) (1994) Border Approaches: Anthropological Perspectives on Frontiers, Lanham, MD: University Press of America.
- Donnan, Hasting and Thomas M. Wilson (1999) Borders: Frontiers of Identity, Nation and State, Oxford: Berg.
- Donnan, Hasting and Thomas M. Wilson (eds.) (2003) “European States at Their Borderlands”, Focaal: European Journal of Anthropology, Special Issue, 41 (3).
- Escobar, Arturo (1995) Encountering Development, the making and unmaking of the Third World, Princeton: Princeton University Press.
- Ferguson, James (1994) The Antipolitics Machine: “Development”. Depoliticization and Bureaucratic Power in Lesotho, Minneapolis: University of Minnesota Press.
- Fortes, Meyer and E. E. Evans-Pritchard (eds.) (1940) African Political Systems, Oxford: The Clarendon Press.
- Hart, Keith (1982) The Political Economy of West African Agriculture, Cambridge: Cambridge University Press.
- Herzfeld, Michael (1992). The Social Production of Indifference. Exploring the Symbolic Roots of Western Bureaucracy, Chicago: The University of Chicago Press.
- Horvath, A. & B. Thomassen (2008) ‘Mimetic errors in liminal schismogenesis: on the political anthropology of the trickster’, International Political Anthropology 1, 1: 3 – 24.
- Leach, Edmund (1954) Political Systems of Highland Burma. A Study of Kachin Social Structure, London, LSE and Cambridge, MA: Harvard University Press.
- McDonald, Maryon (1996). “Unity and Diversity: Some tensions in the construction of Europe”, in: Social Anthropology 4-1: 47-60.
- Redfield, Robert (1941) The Folk Culture of Yucutan, Chicago: University of Chicago Press.
- Rhodes, Rod, A.W Paul 't Hart and Mirko Noordegraaf (eds.) (2002) Observing Government Elites, Basingstoke: Palgrave.
- Shore, Chris and Susan Wright (eds.) (1997) Anthropology of Policy: Critical Perspectives on Governance and Power, London, Routledge.
- Spencer, Jonathan (2007) Anthropology, Politics, and the State. Democracy and Violence in South Asia, Cambridge: Cambridge University Press.
- Thomassen, Bjørn (1996) “Border Studies in Europe: Symbolic and Political Boundaries, Anthropological Perspectives”, Europaea. Journal of the Europeanists, 2 (1): 37-48.
- Vereni, Pietro (1996) “Boundaries, Frontiers, Persons, Individuals: Questioning ‘Identity’ at National Borders”, Europaea, 2 (1): 77-89.
- Wright, Susan (ed.) (1994) The Anthropology of Organizations, London: Routledge.
- Zabusky, Stacia E. (1995) Launching Europe. An Ethnography of European Cooperation in Space Science, Princeton: Princeton University Press.